# Якименко Володимир Володимирович
Володимир Володимирович Якименко (нар. 19 вересня 1973, Київ) — український режисер, кліпмейкер. Творець різноманітних музичних кліпів для Бумбокс, Гуф, Баста, DJ Smash, Серьога, Б'янка, ВВ, Вєрка Сердючка, Город 312, Дмитро Маліков та багато інших. Засновник та генеральний директор Pistolet Film..

## Життєпис
Народився 19 вересня 1973 року в Києві.
Закінчив київську школу №129.
В 1997 році завершив навчання на кіно факультеті в Київському національному університеті театру, кіно і телебачення імені Івана Карпенка-Карого.

## Кар’єра
У 1998 році почав працювати режисером у компанії Master Video.
Також у 1998 році заснував відео-продакшн компанію Pistolet Film.
В 2000, 2001 та 2002 роках Pistolet Film здобувала звання “Найкращої кліпмейкерської компанії року” за версією Всеукраїнського конкурсу музичного відео.
У 2002 році Володимир Якименко здобув звання найкращого режисера музичних кліпів за версією Всеукраїнського конкурсу музичного відео.

## Кліпографія
Якименко став режисером більше 300 музичний кліпів та неодноразово у пресі визнавався одним з найпопулярніших кліпмейкерів пострадянського простору, що став законодавцем хіп-хоп кліпів СНД.
У 2004 році було знято кліп на пісню Чорний бумер співака Серьога. Режисером став Володимир Якименко. Прем'єра відео відбулася 15 вересня 2004 року. До того часу Серьога вже був відомий широкій публіці, попри те кліп разом із піснею номінували на MTV RMA як «Найкращий хіп-хоп проект року» та «Найкращий дебют року».

## Вибіркова кліпографія
- Бумбокс — Та4то, Eva,Поліна
- Віктор Павлік — Недописана книга, Конвалія
- ВВ — Щедрик,Талалай
- Б'янка — За тобой Были танци
- Гуф — Для нее
- Баста — Солнца не видно
- Вєрка Сердючка — “Пирожок”
- Полиграф ШарикOFF — Только секс
- Серьога — Чорний бумер, Дискомалярия, Возле дома твоего, Люто її люблю
- Триада — Лебединая
- CENTR — Ночь
- Дмитро Маліков — С чистого листа
- Джанго — До тебя
- ФАБРИКА — Зажигают огоньки
- EL Kravchuk — Дым твоих сигарет